# Miłorząb
Miłorząb (Ginkgo) – rodzaj roślin z rodziny miłorzębowatych. Najstarsi znani przedstawiciele tego rodzaju żyli we wczesnej jurze. Jedynym współczesnym gatunkiem jest miłorząb dwuklapowy (Ginkgo biloba), uznawany za żywą skamieniałość.